# عندما التقى هاري بسالي (فلم)
عندما التقى هاري بسالي فيلم من إنتاج 1989 إخراج روب رينر بطولة ميغ ريان وبيلي كريستال. العمل صنف كأفضل فيلم كوميدي رومانسي ممتع على الإطلاق في تاريخ السينما العالمية الأمريكية.

## القصة
تبدأ أحداث الفيلم أثناء الرحلة المشتركة إلى نيويورك والتي قام بها هاري بيرنز، الذي قام بدوره بيلي كريستال وسالي أولبرايت (ميغ رايان). كان هاري بيرنز يخطط لبدء العمل في مؤسسة كبيرة أما سالي فتعتزم الالتحاق بكلية الصحافة. وتشاء الصدف أن يكون هاري على علاقة عابرة مع أماندا صديقة سالي. وطوال المناقشات أثناء الرحلة تمسك هاري بوجهة نظره القائلة باستحالة وجود علاقة صداقة خالصة بين رجل وامرأة، لأن الجنس لا بد أن يكون جزءاً من العلاقة حتى ولو لم تكن المرأة تتمتع بالجمال والجاذبية. وبالطبع تتمسك سالي بموقفها الرافض لهذه الأفكار.

## أدوار
- بيلي كريستال بدور هاري بيرنز
- ميج رايان بدور سالي أولبرايت
- كاري فيشر في دور ماري
- برونو كيربي في دور جيس
- ستيفن فورد في دور جو
- ليزا جين بيرسكي بدور أليس
- ميشيل نيكاسترو في دور أماندا ريس
- كيفن روني في دور إيرا ستون
- هارلي كوزاك بدور هيلين هيلزون
- إستيل راينر كعميلة أنثى

## الموسيقى التصويرية
الموسيقى التصويرية للفيلم... من الألبوم الرسمي للفنان وعازف البيانو الاميركي هاري كونيك جونيور، الذي صدر في عام 1989 على سوني / كولومبيا (الولايات المتحدة).

## الجوائز
حصد الفيلم العديد من الجوائز.. فقد رشحت الكاتبة إيفرون لجائزة الاوسكار. كما حصلت على جائزة جمعية كتاب السينما في الولايات المتحدة.. وجائزة الأكاديمية البريطانية للسينما. ورشح الفيلم لخمس من جوائز الغولدن غلوب.. أفضل فيلم كوميدي.. راينر أفضل مخرج.. كريستال أفضل ممثل.. رايان أفضل ممثلة.. نورا إيفرون أفضل كاتبة سينمائية.
وفي القائمة التي تصدرها جمعية أصدقاء السينما في الولايات المتحدة تحت عنوان أفضل 100 فيلم كوميدي في 100 عام.. جاء فيلم «هاري حين التقى سالي في المركز 23.. أما مجلة «إنترتينمنت ويكلي» فقد اختارته بين أفضل عشرة أفلام كوميدية أنتجت حتى الآن. وفي عام 2008 أصدر معهد السينما في الولايات المتحدة قائمة بأفضل عشرة أفلام في عشرة مجالات مختلفة، فجاء في المركز السادس بين أفضل الأفلام الرومنسية والكوميدية.

## وصلات خارجية
- مقالات تستعمل روابط فنية بلا صلة مع ويكي بيانات

- الموقع الرسمي للفيلم على MGM